# 山口幸生
山口 幸生（やまぐち こうせい、1925年12月16日 - 2011年10月25日 ）は、日本の俳優。

## 経歴
京都府出身。立命館大学(1944〜1948)卒業。
元新春座座員。。」かつてビックワンウエストに所属していた。
水戸黄門や必殺シリーズなど数多くの時代劇に出演。特撮テレビ番組『仮面の忍者 赤影』（第2部まんじ党編）では、全身緑衣装で顔も緑に塗っている忍者むささび道軒を演じ、強い印象を残した。また同作品ではナレーターも担当した。

## 出演

### 舞台
- 新春座座員として多数出演 (1955年ごろ)

### テレビドラマ
- NHK大河ドラマ / 花の生涯（1963年、NHK） - 松平越前守
- 素浪人月影兵庫 第1シリーズ 第3話「白い雲が呼んでいた」（1965年） - 儀十
- 仮面の忍者 赤影 （1967年、関西テレビ / 東映） - ナレーター、むささび道軒（ゲスト出演）
- 水戸黄門（TBS / C.A.L）
  - 第1部
    - 第11話「二人の黄門さま -伊賀-」（1969年8月25日） - 刑部
    - 第27話「暗闇の長者 -白河-」（1970年2月2日）-方庵

  - 第2部
    - 第29話「にせ黄門現わる -福岡-」（1971年4月12日） - 栗山外記

  - 第5部
    - 第16話「陰謀の罠 -広島-」（1974年7月15日） - 坊主
    - 第18話「身がわり花嫁 -宇和島-」（1974年8月5日） - 代官

  - 第6部 第5話「おてもやんの初恋 -熊本-」（1975年4月28日） - 大矢野の配下
  - 第7部 第23話「地獄で聞いた佐渡おけさ -佐渡-」（1976年10月25日） - 紅屋の手下
  - 第8部
    - 第13話「芝居になった漫遊記 -伊勢-」（1977年10月10日） - 落合喜平次
    - 第24話「裏切り武士道 -宇和島-」（1977年12月26日） - 唐崎仙吾

  - 第9部
    - 第16話「百万石の味自慢 -金沢-」（1978年11月20日） - 角屋の番頭
    - 第27話「三国一の嫁騒動 -水戸-」（1979年2月5日） - 鬼頭

  - 第11部 第9話「隠密津軽凧 -弘前-」（1980年10月13日） - 伊助
  - 第12部
    - 第5話「名月木曽節仁義 -木曽福島-」（1981年9月28日） - 又市
    - 第9話「闇に閃く白頭巾 -膳所-」（1981年10月26日） - 近江屋善兵衛

  - 第15部 第12話「偽黄門様は喧嘩医者 -小倉-」（1985年4月15日） - 犬塚の家臣
  - 第17部 第21話「亡霊の正体見たり… -福山-」（1988年1月18日） - 一膳飯屋親爺
  - 第18部 第14話「泣き笑い 助太刀志願 -小浜-」（1988年12月12日） - 春日井小左衛門
  - 第23部 第14話「母を慕った逃亡者 -敦賀-」（1994年11月7日） - 直吉
  - 第25部 第42話「お銀が結んだ親子紬 -結城-」（1997年10月20日） - 親方
  - 第28部 第32話「リストラをぶっ飛ばせ！-防府-」（2000年11月6日） - 質屋主人
- 遠山の金さん捕物帳（1970年 - 1973年・NET）予告ナレーター
- 大岡越前（TBS / C.A.L）
  - 第1部
    - 第15話「折鶴殺人事件」（1970年6月22日）- 万屋
    - 第27話「疑惑の顔」（1970年9月7日） - 仙吉

  - 第2部
    - 第13話「卍組始末記」（1971年8月9日）- 酒井
    - 第21話「勇気ある挑戦」（1971年10月4日） - 曲淵内匠

  - 第4部 第15話「ともだち」（1975年1月13日）  - 阿弥陀の六助
  - 第5部 第12話「唐獅子の復讐」（1978年4月24日） - 肥前屋藤兵衛
  - 第10部 第5話「呪われた相続殺人事件」（1988年3月28日） - 番頭・九蔵
  - 第14部 第22話「母ふたり情けのお白洲」（1996年11月18日） - うどん屋
- 江戸巷談 花の日本橋 第13話「男が命を賭ける時」（1971年、CX / 東映） - 巴屋三右衛門
- 必殺シリーズ（ABC / 松竹） 
  - 助け人走る 第8話「女心大着服」（1973年） - 仁吉
  - 暗闇仕留人
    - 第17話「仕上げて候」（1974年） - 山城守
    - 第23話「晴らして候」（1974年） - 伊三次

  - 必殺必中仕事屋稼業 第10話「売られて勝負」（1975年） - 増三
  - 必殺仕置屋稼業 第16話「一筆啓上無法が見えた」（1975年） - 格地
  - 必殺仕業人 第27話「あんた この逆恨をどう思う」（1976年7月16日） - 牢同心
  - 新・必殺からくり人 第2話「東海道五十三次殺し旅 戸塚」（1977年） - 鳥居忠耀
  - 新・必殺仕置人
    - 第6話「偽善無用」（1977年2月25日） - 同心
    - 第28話「妖刀無用」（1977年7月29日） - 清五郎
    - 第40話「愛情無用」（1977年10月28日） - 与力

  - 江戸プロフェッショナル・必殺商売人
    - 第8話「夢売ります手折れ花」（1978年3月24日） - 柴田屋源造
    - 第18話「殺られた主水は夢ん中」（1978年6月23日） - 与力千石
    - 第25話「毒を食わせて店食う女」（1977年8月11日） - 伊兵ヱ

  - 必殺仕事人
    - 第43話「情技衣替え地獄落し」（1980年） - 涌田
    - 第55話「離れ技孤立水火攻め」（1980年6月13日） - 庄司大造 ※山口幸夫と誤表記
    - 第68話「願い技奉納絵馬呪い割り」（1980年9月26日） - 庄内屋
    - 第77話「盗み技背面逆転倒し」（1980年12月5日） - 榊原与市兵衛

  - 新・必殺仕舞人 第9話「金比羅舟々恨みの波越え」（1982年） - 京極高朗
  - 新・必殺仕事人
    - 第6話「主水 喧嘩の仲裁する」（1981年6月12日） - 松本楼彦兵衛
    - 第18話「主水 上役に届け物する」（1981年9月18日） - 富山彦四郎
    - 第41話「主水 父親捜しする」（1982年3月19日） - 真垣康之進

  - 必殺仕切人 第5話「もしも鳥人間大会で優勝したら」（1984年） - 山脇
  - 必殺仕事人IV 第40話「主水 世にも不思議な朝顔を作る」（1984年8月3日） - 大口屋
  - 必殺仕事人V・激闘編
    - 第1話「殺しの番号壱弐参」（1985年11月15日） - 丁字屋半右衛門
    - 第7話「主水、正月もまたイジメられる」（1986年1月10日） - 入船屋銀平
    - 第15話「主水、卵ひな人形をこわす」（1986年3月7日） - 八島
    - 第28話「何でも屋の加代、求婚される」（1986年6月20日） - 矢沢玄斉

  - 必殺まっしぐら!（1986年）
    - 第2話「相手は京の欲ボケ貴族」 - 九紋之助
    - 第9話「相手は名古屋の暗殺剣」 - 山崎勘兵ヱ

  - 必殺仕事人V・風雲竜虎編 第16話「白か黒か大商人誘拐騒動」（1987年） - 杉山
  - 必殺仕事人・激突!
    - 第1話「ねずみ小僧の恋人」（1991年10月8日）
    - 第15話「夢次、女盗賊にほれる」（1992年2月4日）
- 遠山の金さん 杉良太郎版 第1シリーズ（NET/東映）
  - 第13話「沈み金の謎を追え‼」（1975年）
  - 第46話「恐怖の真昼に舞う風車」（1976年）
  - 第81話「お京・合掌！」（1977年）- 米穀問屋主人 大門屋権左衛門
  - 第96話「お湯の中にも鬼が住む」（1977年）- 南町奉行所与力
- 横溝正史シリーズII / 八つ墓村（1978年、TBS）
- 暴れん坊将軍のシリーズ
  - 吉宗評判記 暴れん坊将軍
    - 第15話「春を呼ぶ薮医者」（1978年） - 若年寄
    - 第133話「聞いてちょ! 爺ちゃん若様評判記」（1980年） - 小松外記

  - 暴れん坊将軍II 第96話「母も切ない鬼は外!」（1982年） - 戸田清兵衛
  - 暴れん坊将軍VI 第36話「冷や飯剣法恋囃子」（1995年） - 稲葉山城守
  - 暴れん坊将軍VIII 第9話「彼女を賭けた決闘!」（1997年） - 小野重右衛門
- 服部半蔵 影の軍団 第25話「悲恋からくり天井」（1980年、KTV / 東映）
- 斬り捨て御免!（12ch / 歌舞伎座テレビ）
  - 第1シリーズ 第13話「冥土へ送る地獄船」（1980年） - 死神
  - 第2シリーズ 第7話「花吹雪獄門剣」（1981年） - 大久保外記
  - 第3シリーズ 第3話「生か死か断崖に揺れる二人」（1982年） - 速水
- 翔んでる!平賀源内 第9話「殺意が潜む大井川」（1989年、TBS / C.A.L）
- 火曜サスペンス劇場 京都・女性記者シリーズ 第9作「京都氷室殺人街道」（1993年、NTV / 松竹）
- 鬼平犯科帳（CX / 松竹）
  - 第1シリーズ 第16話「女掏摸お富」（1989年） - 市兵衛
  - 第7シリーズ 第11話「毒」（1997年） - 柴田忠左衛門
- 喧嘩屋右近
  - 第1シリーズ 第3話「美女救出!江戸城大奥に潜入せよ」（1992年） - 水野和泉守
  - 第2シリーズ 第1話「女房も貸します、喧嘩屋稼業」（1993年） - 世話役
- 月曜ドラマスペシャル 春の特別企画 / 古都の恋歌（1997年、MBS）
- いのちの現場から 第6シリーズ（1999年、MBS） - 木下龍源
- 南町奉行事件帖 怒れ!求馬II 第12話「料理切手は悪の味」（2000年、TBS / C.A.L）
- 大江戸を駈ける! 第7話「瞳に映る真の情」（2001年、TBS / C.A.L） - 大野屋

など

### 映画
- 獣の宿（1951年、松竹） - 刑事
- 皆殺しのスキャット（1970年、ダイニチ映配） - 藤田
- 小泉八雲京日記（1975年、八雲プロ）
- てんびんの詩（1988年、JHV） - 農家の人
- 陽炎（1991年、バンダイ・松竹）

### テレビアニメ
- じゃりン子チエ（1981年、毎日放送） - 行司

### ラジオドラマ
- 山田耕筰の巻（1961年、ニッポン放送）
- FM芸術劇場シリーズ 
  - 「同行二人」（1970年）
  - 「フライト」（1970年）
- R1文芸劇場「黄色いページ」（1972年）
- FMラジオ劇場シリーズ
  - 「攻撃の街」（1982年）
  - 「大阪ルンペン地図」（1982年）
  - 「たったひとりの日章旗」（1982年）
  - 「シジフォスたちの日々～ある養護施設の実践記録より」（1983年）

### ナレーション
- ビデオ「寺山修司が愛した馬たち」（1993年、ソニー）